# 安田光
安田 光（やすだ ひかる、1968年 - ）は、日本の撮影監督。兵庫県出身。映画、ミュージックビデオ、音楽ライブ撮影監督など、様々な撮影を手掛ける。

## 担当作品

### 映画
- 42-15火光（2022年、監督：深川栄洋）
- 光復（2021年、監督：深川栄洋）
- 劇場版ファイナルファンタジーXIV 光のお父さん（2019年、監督：野口照夫）
- HiGH&LOW THE MOVIE 3 / FINAL MISSION（2017年、監督：久保茂昭 中茎強）
- HiGH&LOW THE MOVIE2/END OF SKY（2017年、監督：久保茂昭 中茎強）
- BUMP OF CHICKEN "WILLPOLIS 2014" 劇場版（2014年、監督：番場秀一）
- トワイライト ささらさや（2014年、監督：深川栄洋）
- メタルカ（2014年、監督：内田英治）
- 惑星ミズサ（2014年、監督：佐藤竜憲）
- 劇場版 BADBOYS J（2013年、監督：窪田崇）
- パラダイスキス（2011年、監督：新城毅彦）
- BADBOYS（2010年、監督：窪田崇）
- 洋菓子店コアンドル（2010年、監督：深川栄洋）
- 半分の月がのぼる空（2009年、監督：深川栄洋）
- 非女子図鑑「B」（2008年、監督：深川栄洋）
- アイ・アム I am. （2008年、監督：石侍露堂）
- 同級生（2008年、監督：深川栄洋）
- 体育館ベイビー（2008年、監督：深川栄洋）
- ジブンレース（2007年、監督：藤原一裕）
- 地球でたったふたり（2007年、監督：内田英治）
- yoriko-寄子-（2007年、監督：棚木和人）
- 天使がくれたもの（2007年、監督：中田信一郎）
- たとえ世界が終わっても（2007年、監督：野口照夫）
- みづうみ（2006年、監督：安達正軌）
- イケルシニバナ（2005年、監督：TORICO）
- 一生の？お願い（2005年、監督：松村清秀）
- 殺人蜂　キラー・ビー（2005年、監督：吉村典久）
- 漫☆画太郎SHOW ババアゾーン（2004年、監督：山口雄大）
- eiko［エイコ］（2003年、監督：加門幾生）
- 新・刑事まつり　一発大逆転「リハビリ刑事」（2003年、監督：大森南朋）
- グシャノビンヅメ（2003年、監督：山口洋輝）
- FAMILY （2001年、監督：三池崇史）

### ドラマ
- ギルガメッシュFIGHT (paravi、2022年、監督：スミス、吉田卓功、岸川正史）
- ファイナルファンタジーXIV光のお父さん（MBS、2017年、監督：野口照夫）
- Halo Halo house|Halo Halo House（PTVPhilippines、2015年、監督：西堀哲郎）
- 恋する日本語（BSフジ、2014年、監督：中茎強）
- SHARK（日本テレビ、2014年、監督：窪田崇、西村了、後藤孝太郎、伊藤裕史、中茎強）
- BADBOYS J（日本テレビ、2013年、監督：窪田崇、滝本憲吾）
- シュガーレス（日本テレビｖ、2012年、監督：窪田崇、西野真貴、小原剛）
- moon（関西テレビ、2005年、監督：上野コオイチ）
- テイクオフ!（関西テレビ、2004年、監督：上野コオイチ）
- 幻影回路（衛星劇場、2003年、監督：山口洋輝）
- 嫉妬の香り（テレビ朝日、2001年、監督：佐藤嗣麻子）